# 제시 브래드퍼드
제시 브래드퍼드(Jesse Bradford, 1979년 5월 28일 ~ )는 미국의 배우이다.

## 출연 작품

### 영화
- 폴링 인 러브 (1984)
- 프랜서 (1989)
- 의혹 (1990)
- 나의 푸른 하늘 (1990)
- 리틀 킹 (1993)
- 파 프럼 홈 (1995)
- 해커즈 (1995)
- 로미오와 줄리엣 (1996)
- 군인의 딸은 울지 않는다 (1998)
- 체리 폴스 (2000)
- 브링 잇 온 (2000)
- 타임머신: 클락스토퍼 (2002)
- 위험한 유혹 (2002)
- 아버지의 깃발 (2006)
- 마이 쎄시 걸 (2008)
- 에코 (2008)
- 더블유 (2008)
- 돈 슬립 (2016)